# 谭开云
谭开云（1914年—2003年），中国人民解放军将领、中国人民解放军开国少将。
曾任中国人民解放军沈阳军区政治部组织部部长。1955年，授予中国人民解放军少将。